# Texara shatalkini
Texara shatalkini är en tvåvingeart som beskrevs av Krivosheina, Krivosheina och Nartshuk 1996. Texara shatalkini ingår i släktet Texara och familjen barkflugor. Inga underarter finns listade i Catalogue of Life.